# Ахмед ас-Сикели
Пётр, при рождении Ахмед (итал. Gaito Pietro), — каид, флотоводец и государственный деятель Сицилийского королевства берберского происхождения, занимавший важные государственные посты при Вильгельме I Злом и малолетнем Вильгельме II Добром. Впоследствии перебежал к Альмохадам, вновь перешёл в ислам и командовал уже мусульманским флотом.

## Биография
Ахмед, мусульманин по рождению и воспитанию, был уроженцем острова Джерба. При неизвестных обстоятельствах оказался на Сицилии, был кастрирован, быстро продвинулся по служебной лестнице при дворе Вильгельма I. Ради дальнейшей карьеры принял христианство и был крещён с именем Пётр. По мнению Гуго Фальканда, очень пристрастного и поэтому не всегда надежного летописца Сицилийского королевства, Пётр был «как все дворцовые евнухи, христианином только по имени и платью и сарацином в душе».
В 1159 году Пётр во главе сицилийского флота был направлен в карательную экспедицию против пиратов, базировавшихся на Балеарских островах. Из-за полученных известий об осаде Альмохадами Махдии, последнего оплота Сицилийского королевства в Африке, Пётр по указанию Майо из Бари был отправлен на выручку осаждённому гарнизону Махдии. Но, едва войдя в гавань Махдии, флот Петра неожиданно повернул назад в море и отбыл на Сицилию. Арабские историки свидетельствовали, что причиной отступления Петра был шторм, разметавший сицилийские корабли и сделавший их неспособными к принятию сражения. Гуго Фальканд утверждал, что Пётр, будучи сарацином в душе, сознательно уклонился от битвы, бросив осаждённую Махдию на произвол судьбы. Судя по тому, что положение Петра при дворе Вильгельма I после неудачной морской экспедиции не изменилось, Майо и Вильгельм I не увидели в действиях Петра измены.
В последующие годы внутренних смут, сопровождавшихся убийством Майо (10 ноября 1160 года), попыткой свержения Вильгельма I (9—11 марта 1161 года) и многочисленными мятежами на Сицилии и континенте, Пётр оставался верным королю. Поэтому в 1162 году Пётр стал, наряду с Маттео д’Аджелло и Ричардом Палмером, одним из трёх советников, фактически управлявших королевством от имени удалившегося от власти Вильгельма I. После смерти короля и установления регентства Маргариты Наваррской при Вильгельме II, Пётр стал главным советником регентши, отодвинув в тень прежних коллег.
Превращение крещёного сарацина и евнуха Петра в первого министра сразу восстановило против Маргариты Наваррской аристократию и духовенство. Против Петра выступили бароны, глашатаем которых стал кузен королевы граф Жильбер Гравинский. Чтобы противопоставить Жильберу сравнимую по значимости фигуру, Маргарита призвала в столицу графа Ришара Молизе, также не терпевшего министра-евнуха. Драматичные интриги всех перечисленных деятелей привели к бегству Петра из Сицилии в сентябре 1166 года.
Дальнейшая судьба евнуха неизвестна, но несмотря на это арабские источники утверждают, что прибыв в Африку, Пётр вновь принял ислам и вернулся к старому имени Ахмед. Здесь он стал командующим флотом альмохадского халифа Юсуфа I. По свидетельству историка Ибн Хальдуна, адмирал Ахмед ас-Сикели неоднократно воевал с христианами.